# Malvar
Malvar (Bayan ng Malvar) är en kommun i Filippinerna. Kommunen ligger på ön Luzon, och tillhör provinsen Batangas. Folkmängden uppgår till 45 952 invånare.
Malvar är indelat i 15 barangayer.